# Nadja Tiller
Nadja Tiller (Wenen, 16 maart 1929 – Hamburg, februari 2023) was een Oostenrijks-Duitse actrice.

## Jeugd en opleiding
Nadja Tiller is de dochter van de Weense acteur Anton Tiller en zijn uit Danzig afkomstige vrouw Erika Körner (1902-1979), die operettezangeres en actrice was. Ze bezocht het Realgymnasium in Wenen. Vanaf 1945 studeerde ze op het Max Reinhardt-seminarie en tot 1949 aan de Musik- und Schauspielakademie. In hetzelfde jaar werd ze ensemblelid bij het Theater in der Josefstadt.

## Carrière
In 1949 won ze de Miss Austria-verkiezing en had ze haar filmdebuut in Märchen vom Glück. Kort daarna stond ze onder regie van Franz Antel in Kleiner Schwindel am Wolfgangsee voor de camera. Talrijke op voorhand onbelangrijke rollen in lustspelen volgden, totdat Rolf Thiele haar in 1955 plaatste in zijn film Die Barrings aan de zijde van Dieter Borsche. Met deze film beleefde Tiller haar artistieke doorbraak. Tot 1970 volgden 10 verdere films onder de regie van Thiele, waaronder Lulu (1962) met Mario Adorf, O.E. Hasse en Hildegard Knef.
Haar internationale doorbraak had ze in 1958 in Das Mädchen Rosemarie als vertolkster van de Frankfurter prostituee Rosemarie Nitribitt. Ze werkte mee in meer dan 70 films, ook in veel internationale producties. Ze draaide onder andere met O.W. Fischer, Curd Jürgens, Hansjörg Felmy, Mario Adorf, Jean Gabin, Yul Brynner, Robert Mitchum, Rod Steiger, Jean-Paul Belmondo en Jean Marais en telde toentertijd samen met Sophia Loren als meest erotische vrouw van de Europese film.
In 1967 en 1968 trad ze op bij 'Jedermann bei den Salzburger Festspiele'. In de jaren 1970 en 1980 had ze vaste theaterverbintenissen in Lübeck, Berlijn en Wenen. In 1976 speelde ze in Lübeck en 1981 in Wenen de vrouwelijke hoofdrol in de musical Lady in the Dark van Kurt Weill. In de jaren 1980 prees ze de praline Mon Chéri aan van de Italiaanse fabrikant Ferrero. Tot in de jaren 1990 trad ze vooreerst op in boulevardstukken. In 1997 speelde ze bij de Hamburger Kammerspielen en tijdens gastspelen de rol van de ouder wordende Joan Crawford in het stuk Nächte mit Joan van Cas Enklaar, dat met haar en Andreas Brucker in het daaropvolgende jaar onder regie van Horst Königstein werd verfilmd voor de televisie.
Sindsdien was ze weer te zien in enkele hoofdrollen en telkens weer als gastster in tv-producties. Na een lange afwezigheid in de bioscoop werd ze in 2005 door Til Schweiger in zijn roadmovie Barfuss betrokken en in 2009 door Leander Haußmann in zijn filmkomedie Dinosaurier – Gegen uns seht ihr alt aus!. In september/oktober 2010 was ze te zien in een stergastoptreden in de rol van 'grootste diva aller tijden' in de opvoering van het stuk Vor uns die Sintflut van Schorsch Kameruns in de Thalia-Theatertent in de Hamburgse Hafencity. Van januari tot april 2015 was ze te zien in de musical My Fair Lady als Mrs. Higgins bij het Stadttheater Braunschweig.

## Privéleven
In het midden van maart 2008 verhuisde Nadia Tiller met haar echtgenoot Walter Giller naar de seniorenresidentie Augustinum in Hamburg. Ze was sinds februari 1956 getrouwd met de acteur. Ze kregen gezamenlijk een dochter (geb. 1959) en een zoon (geb. 1964). Op 30 november 2006 werden ze gezamenlijk onderscheiden met een Bambi voor hun levenswerk.
Tiller overleed in de nacht van 21 februari 2023 in Hamburg. Ze werd 93 jaar oud.

## Onderscheidingen
- 1956: Goldene Maske als beste Nachwuchsactrice
- 1959: Italiaanse Filmprijs (Biennale) voor Das Mädchen Rosemarie
- 1960: Zilveren Filmband als beste hoofdrolspeelster voor Labyrinth
- 1963: Premio Saci, Argentijnse filmprijs voor Moral 63
- 1979: Gouden Filmband voor jarenlang en voortreffelijk werk in de Duitse Film
- 1999: Platina Romy voor haar levenswerk
- 1999: Eremedaille van de Bondshoofdstad Wenen
- 1999: Oostenrijks Erekruis voor Wetenschap en Kunst 1e Klasse
- 2000: Bundesverdienstkreuz am Bande
- 2005: DIVA-Award in de categorie Lifetime Award (Hall of Fame) voor het levenswerk
- 2006: Bambi in de categorie "Lebenswerk"
- 2009: Askania Award voor cineastisch levenswerk (samen met Walter Giller)
- 2014: Hoorspelprijs van de Deutschen Akademie der Darstellenden Künste voor het hoorspel Traumrollen

## Filmografie
- 1949: Märchen vom Glück
- 1949: Kleiner Schwindel am Wolfgangsee
- 1950: Kind der Donau
- 1952: Schäm dich, Brigitte
- 1952: Ich hab mich so an Dich gewöhnt
- 1952: Illusion in Moll
- 1953: Einmal keine Sorgen haben
- 1953: Die Kaiserin von China
- 1953: Ein tolles Früchtchen
- 1953: Schlagerparade
- 1953: Liebe und Trompetenblasen
- 1954: Mädchen mit Zukunft
- 1954: Sie
- 1954: Der letzte Sommer
- 1954: Gestatten, mein Name ist Cox
- 1955: Ball im Savoy
- 1955: Griff nach den Sternen
- 1955: Wie werde ich Filmstar?
- 1955: Hotel Adlon
- 1955: Die Barrings
- 1955: Reich mir die Hand, mein Leben
- 1956: Das Bad auf der Tenne
- 1956: Ich suche Dich
- 1956: Friederike von Barring
- 1956: Fuhrmann Henschel
- 1956: Spion für Deutschland
- 1957: Banktresor 713
- 1957: Drei Mann auf einem Pferd
- 1957: Für zwei Groschen Zärtlichkeit
- 1957: Die große Chance
- 1957: El Hakim
- 1957 - La Tour, prends garde (Georges Lampin)
- 1958 - Le Désordre et la Nuit (Gilles Grangier)
- 1958: Das Mädchen Rosemarie
- 1959 - Du rififi chez les femmes (Alex Joffé)
- 1959: Labyrinth
- 1959: Buddenbrooks (twee delen)
- 1959 - The Rough and the Smooth (Robert Siodmak)
- 1960: Die Botschafterin
- 1960: An einem Freitag um halb zwölf…
- 1961: Geliebte Hochstaplerin
- 1961 - L'Affaire Nina B. (Robert Siodmak)
- 1962 - La Chambre ardente (Julien Duvivier)
- 1962 - Anima nera (Roberto Rossellini)
- 1962: Lulu
- 1963: Erotica
- 1963: Moral 63
- 1963: Schloß Gripsholm
- 1963: Das große Liebesspiel
- 1964: Tonio Kröger
- 1965: Das Liebeskarussell
- 1965: Rendezvous der Killer
- 1966 - Du rififi à Paname (Denys de La Patellière)
- 1966: Alfie
- 1966 - The Poppy Is Also a Flower (Terence Young)
- 1966: Dýmky
- 1966 - Come imparai ad amare le donne (Luciano Salce)
- 1966 - Tendre Voyou (Jean Becker)
- 1966: L’estate
- 1968 - Le calde notti di Lady Hamilton (Christian-Jaque)
- 1969: Waterloo (tv)
- 1969: Hotel Royal (tv)
- 1969: 11 Uhr 20 (3-delige tv-serie)
- 1969: Blonde Köder für den Mörder
- 1970: Ohrfeigen
- 1970: O Happy Day
- 1970: Die Feuerzangenbowle
- 1970: Engel, die ihre Flügel verbrennen
- 1971: Hallo, wer dort? (tv)
- 1972: L'etrusco uccide ancora
- 1972: Überlegungen eines Mörders (tv-serie Der Kommissar)
- 1972: L'occhino nel labirinto
- 1972: Le moine
- 1973: Geschichten zu zweit (tv)
- 1973–1976: Hallo – Hotel Sacher … Portier (tv-serie)
- 1975 - La Baby-Sitter (René Clément)
- 1976: …in allen Lebenslagen. Fünf Geschichten von heute (tv)
- 1976-1977: Es muß nicht immer Kaviar sein (tv-serie)
- 1977: 4tel vor 8 (tv-serie)
- 1977: Die schöne Marianne (tv-serie)
- 1978: Hotel zur schönen Marianne (tv-serie)
- 1979: Ein Mann für alle Fälle (tv-serie)
- 1980: Liebling, ich lass' mich scheiden (tv)
- 1980: Sternensommer (tv-serie)
- 1980-1981: Die Laurents (tv-serie)
- 1982: Tatort – Mordkommando
- 1982: Sein erster Fall oder Die schwarze Katze im Sack
- 1983: Frau Schliemann und das Abenteuer (tv-serie Das Traumschiff)
- 1983: Locker vom Hocker (tv-serie)
- 1984: Er-Goetz-liches (tv)
- 1985: Mütter und Töchter (tv)
- 1986: Der Infarkt (tv-serie Die Schwarzwaldklinik)
- 1986: Die Zierpflanze (tv)
- 1986: Der Sommer des Samurai
- 1987: Der Gebrauchtwagen (tv-serie Geschichten aus der Heimat)
- 1993: Böses Blut (tv-serie)
- 1994: Alles Glück dieser Erde (tv-serie)
- 1995: Ein unvergeßliches Wochenende … auf Mallorca (tv)
- 1995: Pakten
- 1996: Liane (tv)
- 1996: Die Gräfin (tv-serie Sylter Geschichten)
- 1996: Freundschaftsvertrag (tv-serie Freunde fürs Leben)
- 1997: Champagner und Kamillentee (tv)
- 1997: Das Leben der Cora Herrlich (tv-serie Die Drei)
- 1997: Stunden der Entscheidung (tv-serie Rosamunde Pilcher)
- 1998: Nächte mit Joan (tv)
- 1999: Sturmzeit (tv-film, vijfdelig)
- 1999: Holstein Lovers (tv)
- 2000: Immer
- 2000: Zwischen Liebe und Leidenschaft (tv)
- 2001: Das Weibernest (tv)
- 2001: Wind über dem Fluss (tv-serie Rosamunde Pilcher)
- 2002: Alte Bäume, junges Grün (tv-serie Für alle Fälle Stefanie)
- 2002: Ein Albtraum von 3 1/2 Kilo (tv)
- 2003: Der zweite Frühling (tv)
- 2004: Das Bernsteinamulett (tv)
- 2004: René Deltgen – Der sanfte Rebell (tv-dokumentatie)
- 2004: Der Traum vom Süden
- 2005: Barfuss
- 2005: Liebe wie am ersten Tag (tv)
- 2005: Lauras Wunschzettel (tv)
- 2006: Im Tessin (tv-serie Der Ferienarzt)
- 2006: Cars (stem)
- 2007: Liebling, wir haben geerbt! (tv-komedie)
- 2007: Ich heirate meine Frau (tv-komedie)
- 2008: Und ewig schweigen die Männer (tv)
- 2009: Liebe ist Verhandlungssache (tv)
- 2009: Es liegt mir auf der Zunge (tv)
- 2009: Dinosaurier – Gegen uns seht ihr alt aus!

- Bibsys: 4020341
- Biblioteca Nacional de España: XX1547816
- Bibliothèque nationale de France: cb13982578k (data)
- Gemeinsame Normdatei: 135592070
- International Standard Name Identifier: 0000 0001 1448 5318
- Library of Congress Control Number: nr2004030751
- MusicBrainz: d2cce118-4030-4d9c-9795-823e81597272
- Nationale Bibliotheek van Tsjechië: xx0186314
- Nederlandse Thesaurus van Auteursnamen: 315912898
- Réseau des bibliothèques de Suisse occidentale: 02-A016302266
- SNAC: w60d8qpn
- Système universitaire de documentation: 102406189
- Virtual International Authority File: 76509226
- WorldCat: E39PBJt8fvQKYB9kky44tjxv73